# Puchar Europy w Lekkoatletyce 1991
13. Puchar Europy w lekkoatletyce – europejska impreza lekkoatletyczna, która odbyła się w czerwcu 1991 roku. Organizacją pucharu Europy zajmowało się Europejskie Stowarzyszenie Lekkoatletyczne. 

## Finał A
Najlepsze lekkoatletyczne reprezentacje narodowe walczyły 29 i 30 czerwca na stadionie w niemieckim Frankfurcie nad Menem. Wśród mężczyzn zwycięstwo odnieśli sportowcy ze Związku Radzieckiego, a wśród kobiet najlepsze okazały się gospodynie.

### Tabela końcowa
| Pozycja | Reprezentacja   | Punkty |
| ------- | --------------- | ------ |
| 1       | ZSRR            | 114    |
| 2       | Wielka Brytania | 111,5  |
| 3       | Niemcy          | 108    |
| 4       | Włochy          | 107    |
| 5       | Francja         | 98,5   |
| 6       | Czechosłowacja  | 66,5   |
| 7       | Węgry           | 63     |
| 8       | Bułgaria        | 49,5   |

| Pozycja | Reprezentacja   | Punkty |
| ------- | --------------- | ------ |
| 1       | Niemcy          | 110    |
| 2       | ZSRR            | 105    |
| 3       | Wielka Brytania | 82     |
| 4       | Rumunia         | 71     |
| 5       | Francja         | 62     |
| 6       | Polska          | 55     |
| 7       | Bułgaria        | 46     |
| 8       | Węgry           | 44     |

## Finał B
Finał B Pucharu Europy 1991 został rozegrany 22 i 23 czerwca w Barcelonie. 

### Tabela końcowa
| Pozycja | Reprezentacja | Punkty |
| ------- | ------------- | ------ |
| 1       | Hiszpania     | 118    |
| 2       | Polska        | 116    |
| 3       | Szwecja       | 108    |
| 4       | Jugosławia    | 90     |
| 5       | Szwajcaria    | 82     |
| 6       | Finlandia     | 81     |
| 7       | Austria       | 65     |
| 8       | Grecja        | 55     |

| Pozycja | Reprezentacja  | Punkty |
| ------- | -------------- | ------ |
| 1       | Włochy         | 93     |
| 2       | Finlandia      | 89     |
| 3       | Czechosłowacja | 79     |
| 4       | Hiszpania      | 73     |
| 5       | Belgia         | 66     |
| 6       | Szwajcaria     | 58     |
| 7       | Szwecja        | 58     |
| 8       | Holandia       | 57     |

## Finał C
Zawody Finału C odbył się w dwóch grupach. 22 i 23 czerwca zawodnicy spotkali się w Viseu w Portugalii oraz w greckich Atenach.

### Tabela końcowa

#### Mężczyźni
| Pozycja | Reprezentacja | Punkty |
| ------- | ------------- | ------ |
| 1       | Norwegia      | 92     |
| 2       | Portugalia    | 89     |
| 3       | Holandia      | 75,5   |
| 4       | Dania         | 62     |
| 5       | Irlandia      | 58,5   |
| 6       | Islandia      | 41     |

| Pozycja | Reprezentacja | Punkty |
| ------- | ------------- | ------ |
| 1       | Rumunia       | 81     |
| 2       | Belgia        | 72     |
| 3       | Turcja        | 52     |
| 4       | Cypr          | 47     |
| 5       | Izrael        | 45     |